# Ipomoea saintronanensis
Ipomoea saintronanensis är en vindeväxtart som beskrevs av R.W. Johnson. Ipomoea saintronanensis ingår i släktet praktvindor, och familjen vindeväxter. Inga underarter finns listade i Catalogue of Life.